# Liste der Mitglieder der Deutschen Akademie der Naturforscher Leopoldina/1942
Die Liste der Mitglieder der Deutschen Akademie der Naturforscher Leopoldina für 1942 listet alle Personen, die im Jahr 1942 zum Mitglied berufen wurden. Insgesamt gab es dreiundzwanzig neu gewählte Mitglieder.

## Neu gewählte Mitglieder 1942
| Nr.* | Name                  | Geboren       | Aufnahme | Gestorben     | Sektion                       | Bild                                 | Datenbank                   |
| ---- | --------------------- | ------------- | -------- | ------------- | ----------------------------- | ------------------------------------ | --------------------------- |
|      | Alfred Benninghoff    | 21. Mai 1890  |          | 18. Feb. 1953 | Anatomie                      |                                      | Alfred Benninghoff          |
|      | Eugen Bircher         | 17. Feb. 1882 |          | 20. Okt. 1956 | Chirurgie                     |                                      | Eugen Bircher               |
|      | Klaus Clusius         | 19. März 1903 |          | 28. Mai 1963  | Physikalische Chemie          |                                      | Klaus Clusius               |
|      | Giotto Dainelli       | 19. Mai 1878  |          | 16. Nov. 1968 | Geologie und Paläontologie    |                                      | Giotto Dainelli             |
|      | Gerhard Domagk        | 30. Okt. 1895 |          | 24. Apr. 1964 | Pathologie                    | Gerhard Domagk (1939)                | Gerhard Domagk              |
|      | Ernst Ehrnrooth       | 1871          |          | 1950          | Gerichtliche Medizin          |                                      | Ernst Ehrnrooth             |
|      | Wilhelm Geilmann      | 16. Mai 1891  |          | 24. Mai 1967  | Chemie                        |                                      | Wilhelm Geilmann            |
|      | Michele Gortani       | 16. Jan. 1883 |          | 24. Jan. 1966 | Geologie und Paläontologie    | Michele Gortani                      | Michele Gortani             |
|      | Carl Krauch           | 7. Apr. 1887  |          | 3. Feb. 1968  | Chemie                        | Krauch in einem Labor bei Bayer 1942 | Carl Krauch                 |
|      | Conrad Matschoss      | 9. Juni 1871  |          | 21. März 1942 | Technikwissenschaften         | Conrad Matschoß                      | Conrad Matschoss            |
|      | Matthias Pier         | 22. Juli 1882 |          | 12. Sep. 1965 | Chemie                        |                                      | Matthias Pier               |
|      | Walter Reppe          | 29. Juli 1892 |          | 26. Juli 1969 | Chemie                        |                                      | Walter Reppe                |
|      | Willi Rimpau          | 16. Jan. 1877 |          | 9. Aug. 1963  | Mikrobiologie und Immunologie |                                      | Willi Rimpau                |
|      | Hans Schlossberger    | 22. Sep. 1887 |          | 27. Jan. 1960 | Mikrobiologie und Immunologie |                                      | Hans Schlossberger          |
|      | Hans Karl Schmidt     | 31. Aug. 1882 |          | 1. März 1975  | Pathologie                    |                                      | Hans Karl Schmidt           |
|      | Clemens Schöpf        | 12. Aug. 1899 |          | 17. Dez. 1970 | Chemie                        |                                      | Clemens Schöpf              |
|      | Rudolf Spanner        | 17. Apr. 1895 |          | 31. Aug. 1960 | Anatomie                      |                                      | Rudolf Spanner              |
|      | Mario Truffi          | 1872          |          | 1963          | Dermatologie                  |                                      | Mario Truffi                |
|      | Karl Wilhelm Verhoeff | 25. Nov. 1867 |          | 6. Dez. 1944  | Zoologie                      |                                      | Karl Wilhelm Verhoeff       |
|      | Hellmut Weese         | 18. März 1897 |          | 24. Jan. 1954 | Pharmakologie                 |                                      | Hellmut Weese               |
|      | Karl Wezler           | 27. Mai 1900  |          | 17. Juli 1987 | Physiologie                   |                                      | Karl Wezler                 |
|      | Walter Wundt          | 1883          |          | 1967          | Geographie                    |                                      | Walter Wundt                |
|      | Viktor von Weizsäcker | 21. Apr. 1886 |          | 8. Jan. 1957  | Innere Medizin                |                                      | Viktor Frhr. von Weizsäcker |

* Die Matrikelnummern sowie das genaue Wahldatum der aufgelisteten Akademiemitglieder sind nicht aus dem online gestellten Mitgliederverzeichnis der Akademie ersichtlich. Akademische Titel sind im Mitgliederverzeichnis einsehbar.